# Trochosa tenuis
Trochosa tenuis este o specie de păianjeni din genul Trochosa, familia Lycosidae. A fost descrisă pentru prima dată de Roewer, 1960.
Este endemică în Etiopia. Conform Catalogue of Life specia Trochosa tenuis nu are subspecii cunoscute.